# Belzhag
Belzhag ist ein Weiler in der Teilgemarkung des Ortsteils Westernach der Gemeinde Kupferzell im Hohenlohekreis im nordöstlichen Baden-Württemberg.

## Geografie
Belzhag liegt weniger als zwei Kilometer südwestlich der Ortsmitte von Kupferzell auf der Grenze zwischen den Unterräumen Kupferzeller Ebene und Kochereck im Osten und Öhringer Ebene im Westen des flachhügeligen Naturraums der Hohenloher und Haller Ebene. Am Südrand des Ortes entspringt die lange begradigte, insgesamt 21 km lange, zum Kocher fließende Sall, die den in seiner obersten Mulde liegenden Weiler fast hälftig teilt. Im Osten führt die Bundesstraße 19 nahe am Dorf vorbei, von der wenig südlich die L 1036 in Richtung Waldenburg-Hohebuch–Neuenstein nach Westen abzweigt. Die Spange der K 2369 zwischen Kupferzell und Hohebuch quert das Dorf. Der Sallmulde folgt etwas ferner auf dem linken Hang die K 2386.

## Geschichte
Erstmals urkundlich erwähnt wird der Weiler im Jahre 1266, als Konrad von Krautheim dem Kloster Gnadental Güter in Belzhagene schenkt. Der Ortsname wechselte danach von Beltzhagen (1606) und Belzhaag (1810) zum heutigen Namen ab 1824. Belzhag gehörte 1807 bis 1824 zur Gemeinde Kupferzell und wurde dann der Gemeinde Westernach angegliedert. Zusammen mit Westernach kam Belzhag im Rahmen der Gemeindereform am 1. Januar 1972 zur durch einen Zusammenschluss neu gebildeten Gemeinde Kupferzell.